# Liste der Kirchengebäude im Dekanat Simbach
Liste der Kirchengebäude im Dekanat Simbach im Bistum Passau.

## Liste der Kirchengebäude
| Bild                          | Pfarrkirche                   | Ort                                   | Patrozinium                  | Pfarrverband                                            | Nebenkirchen und Kapellen | Orden | Anmerkungen |
| ----------------------------- | ----------------------------- | ------------------------------------- | ---------------------------- | ------------------------------------------------------- | --- | ----- | ----------- |
|                               | Pfarrkirche                   | Ering                                 | Mariä Himmelfahrt            | Ering – Kirn – Münchham – Prienbach – Stubenberg        | Wallfahrtskirche St. Anna Filialkirche St. Johannes und Paulus in Pildenau |       |             |
|                               | Pfarrkirche                   | Kirn                                  |                              | Ering – Kirn – Münchham – Prienbach – Stubenberg        | |       |             |
|                               | Pfarrkirche                   | Münchham                              | Mauritius                    | Ering – Kirn – Münchham – Prienbach – Stubenberg        | |       |             |
|                               | Pfarrkirche                   | Prienbach                             | Stefan                       | Ering – Kirn – Münchham – Prienbach – Stubenberg        | |       |             |
| weitere                       | St. Georg (Stubenberg)        | Stubenberg                            | Georg und Urban              | Ering – Kirn – Münchham – Prienbach – Stubenberg        | |       |             |
|                               | Pfarrkirche                   | Julbach                               | Bartholomäus                 | Julbach – Kirchdorf am Inn – Expositur Seibersdorf      | |       |             |
|                               |                               | Kirchdorf am Inn                      | Maria Himmelfahrt            | Julbach – Kirchdorf am Inn – Expositur Seibersdorf      | |       |             |
|                               |                               | Seibersdorf (Kirchdorf am Inn)        | Jakobus der Ältere           | Julbach – Kirchdorf am Inn – Expositur Seibersdorf      | |       |             |
|                               | Pfarrkirche                   | Geratskirchen                         | Martin                       | Geratskirchen – Mitterskirchen                          | Filialkirche St. Nikolaus in Zwecksberg |       |             |
|                               | Pfarrkirche                   | Mitterskirchen                        | Johann Baptist               | Geratskirchen – Mitterskirchen                          | Filialkirche Mariä Himmelfahrt in Atzberg Filialkirche St. Jakobus der Ältere in Hofau                                                                                                 |       |             |
|                               | Pfarrkirche                   | Eggstetten in Simbach am Inn          | Kreuzauffindung              | Eggstetten – Erlach – Kirchberg am Inn – Simbach am Inn | |       |             |
|                               | Pfarrkirche                   | Erlach (Simbach am Inn)               | Mariä Himmelfahrt            | Eggstetten – Erlach – Kirchberg am Inn – Simbach am Inn | |       |             |
|                               | Filialkirche oder Pfarrkirche | Kirchberg am Inn in Simbach am Inn    | Nikolaus                     | Eggstetten – Erlach – Kirchberg am Inn – Simbach am Inn | |       |             |
|                               |                               | Simbach am Inn                        | Maria Unbefleckte Empfängnis | Eggstetten – Erlach – Kirchberg am Inn – Simbach am Inn | |       |             |
|                               | Pfarrkirche                   | Eiberg (Tann)                         | Petrus                       | Eiberg – Tann – Walburgskirchen – Zimmern               | |       |             |
| Peter und Paul (Tann) weitere | Pfarrkirche Tann              | Tann (Niederbayern)                   | Peter und Paul               | Eiberg – Tann – Walburgskirchen – Zimmern               | Filialkirche St. Leonhard in Eichhornseck |       |             |
|                               |                               | Walburgskirchen                       | Walburga                     | Eiberg – Tann – Walburgskirchen – Zimmern               | |       |             |
|                               | Pfarrkirche Zimmern           | Zimmern (Tann) in Tann (Niederbayern) | Michael und Veit             | Eiberg – Tann – Walburgskirchen – Zimmern               | |       |             |
|                               | Pfarrkirche                   | Reut                                  | Stephanus                    | Reut – Pfarrkirche St. Alban                            | Filialkirche St. Kastulus in Edermanning Kapelle in Hafenöd Kapelle in Hub Filialkirche St. Johannes der Täufer in Noppling                                                            |       |             |
|                               | Pfarrkirche                   | Taubenbach (Reut)                     | Alban                        | Reut – Taubenbach                                       | |       |             |
|                               | Pfarr- und Schlosskirche      | Gern (Eggenfelden) in Eggenfelden     | Georg                        | Gern – Unterdietfurt                                    | |       |             |
|                               | Pfarrkirche                   | Unterdietfurt                         | Mariä Heimsuchung            | Gern – Unterdietfurt                                    | Filialkirche St. Alexius in Handwerk Kirche St. Martin in Huldsessen Filialkirche St. Ulrich in Mainbach Filialkirche Mariä Namen in Neuaich Filialkirche St. Laurenzius in Neukirchen |       |             |
|                               | Pfarrkirche                   | Ulbering in Wittibreut                | Maria Patrona Bavariae       | Ulbering – Wittibreut                                   | |       |             |
|                               | Pfarrkirche                   | Wittibreut                            | Maria und Philipp und Jakob  | Ulbering – Wittibreut                                   | Wallfahrtskapelle zum Gnadenbrünnlein Weilerkapelle in Hohenthann Kapelle in Witzmaning                                                                                                |       |             |
|                               | Pfarrkirche                   | Hirschhorn (Wurmannsquick)            | Rupert von Salzburg          | Hirschhorn – Rogglfing – Wurmannsquick – Zeilarn        | |       |             |
|                               | Pfarrkirche                   | Rogglfing (Wurmannsquick)             | Mariä Himmelfahrt            | Hirschhorn – Rogglfing – Wurmannsquick – Zeilarn        | |       |             |
|                               | Pfarrkirche                   | Wurmannsquick                         | Andreas                      | Hirschhorn – Rogglfing – Wurmannsquick – Zeilarn        | Filialkirche St. Kolomann in Grasensee Filialkirche St. Martin in Martinskirchen |       |             |
|                               | Pfarrkirche                   | Zeilarn                               | Martin                       | Hirschhorn – Rogglfing – Wurmannsquick – Zeilarn        | Filialkirche St. Johannes der Täufer in Gehersdorf Filialkirche St. Rupert in Gumpersdorf Filialkirche Mariä Himmelfahrt in Lanhofen Ortskapelle in Oberndorf                          |       |             |
|                               | Filialkirche                  | Schildthurn (Zeilarn)                 | St. Ägidius                  | Hirschhorn – Rogglfing – Wurmannsquick – Zeilarn        | |       |             |